# Montroty
Montroty é uma comuna francesa na região administrativa da Normandia, no departamento de Sena Marítimo. Estende-se por uma área de 11,06 km². Em 2010 a comuna tinha 299 habitantes (densidade: 27 hab./km²).